# オーケストラ・トリプティーク
オーケストラ・トリプティーク（ORCHESTRA TRIPTYQUE）は、日本の作曲家を専門に演奏するオーケストラ、合同会社。

## 概要
35歳以下のプロ奏者を中心に2012年結成。日本の作曲家によるオーケストラ作品をアーカイブし広めるべく活動している。
主に映像音楽、近現代音楽、前衛音楽の3つのアプローチを行っている。常任指揮者は水戸博之。オーケストラの専属合唱団「ヒーローコーラス」がいる。
これまでに指揮を担当したのは松井慶太、齊藤一郎、髙橋奨、藤岡幸夫、西田幸士郎、鈴木智士、山崎滋、山本純ノ介、山下康介、渡辺俊幸、渡辺康雄、野村英利ら。
渡辺宙明、冬木透、宝田明、水木一郎、成田賢、前川陽子、堀江美都子、串田アキラ、MoJo、五木ひろし、ナマコプリ、ひばり児童合唱団、杉並児童合唱団、東久留米児童合唱団そよかぜ、プログレッシヴロックバンド金属恵比須、森ミドリ、小林武史、大谷康子、堤剛、ドミトリー・フェイギン、サキタハヂメ、山口賢治など、幅広いジャンルの音楽家が共演した。
司会、トークゲストとして、井上誠、小林淳、樋口真嗣、樋口尚文、中野昭慶、川北紘一、水野久美、ひし美ゆり子、西恵子、満田かずほ、中堀正夫、岩瀬政雄、藤田純二、西脇博光、皆川おさむ、乙部順子らが登場。2023年までに24枚のCDが作られた。

## 沿革
- 2012年 - 結成。
- 同年 - 旧奏楽堂にて日本の弦楽オーケストラ曲を集め、第1回コンサートを開催。
- 2014年 - 伊福部昭百年紀の公式オーケストラとして2月、7月、11月に公演で演奏。
- 2015年 - 生誕90年の作曲家特集として、芥川也寸志生誕90年と渡辺宙明卆寿シリーズで演奏。
- 2016年 - 芥川也寸志個展、黛敏郎個展を開催。伊福部昭百年紀Vol.4で演奏。
- 2017年 - 佐藤勝音楽祭、渡辺岳夫音楽祭、菊池俊輔音楽祭、伊福部昭百年紀Vol.5、黛敏郎メモリアルとして4月、7月、10月のコンサートシリーズで演奏。
- 2018年 - 冨田勲 映像音楽の世界、宮内國郎特集（チャージマン研！ライブシネマコンサート）、伊福部昭百年紀Vol.6で演奏。
- 2019年 - 小松左京音楽祭、冬木透の世界、3人の会2019、ヒーローオーケストラ、伊福部昭百年紀Vol.7、松村禎三生誕90年記念コンサートで演奏。
- 2020年 - 映画「ネズラ1964」（監督：横川寛人／音楽：今堀拓也）にて今堀拓也作曲によるＢＧＭの演奏を担当した。
- 2021年 - 4月24日、鹿野草平作曲「交響曲第1番 2020」の世界初演を担当。同コンサートの演奏は、ニコニコ超会議にて生放送され、7万回近い再生数を記録した。同作品の録音は、東京2020パラリンピック競技大会の開会式（2021年8月24日）で使用（録音再生）された。9月16日「日本の作曲家の歩み」として藤岡幸夫指揮によってコンサートを開催。11月20日「伊福部昭百年紀vol.8」で伊福部昭の幻のバレエ音楽を復刻した。12月3日「山下康介コーラスとオーケストラの世界」の演奏を担当した。12月24日「怪猫狂騒曲映画祭」で映画音楽の演奏を担当。
- 2022年 - 2月18日、横川寛人監督の映画「怪猫狂騒曲」で渡辺宙明・吉原一憲の音楽を演奏。スクリーンにも登場、非売品のサウンドトラックCDも作られた。12月2日、NHKホールで「渡辺宙明追悼コンサート」に出演。12月3日、10周年記念演奏会を開催。

## これまでに作られたCD
| タイトル                                     | 指揮                         | コンサートマスター           |
| -------------------------------------------- | ---------------------------- | ---------------------------- |
| 伊福部昭百年紀 Vol.1                         | 齊藤一郎                     | 長原幸太                     |
| 伊福部昭百年紀 Vol.2                         | 齊藤一郎                     | 佐藤久成                     |
| 伊福部昭百年紀 Vol.3                         | 齊藤一郎                     | 工藤春彦                     |
| 伊福部昭百年紀 Vol.4                         | 水戸博之                     | 三瀬俊吾                     |
| 伊福部昭百年紀 Vol.5                         | 松井慶太                     | 三宅政弘                     |
| 伊福部昭百年紀 Vol.6                         | 水戸博之                     | 三宅政弘                     |
| 伊福部昭 百年紀ベスト                        | 齊藤一郎                     | 長原幸太、佐藤久成、工藤春彦 |
| 渡辺宙明卆寿記念コンサート Vol.1             | 松井慶太、渡辺宙明、渡辺俊幸 | 三宅政弘                     |
| 渡辺宙明卆寿記念コンサート Vol.3             | 松井慶太、渡辺宙明           | 三宅政弘                     |
| 渡辺宙明ヒーローオーケストラ                 | 齊藤一郎、渡辺宙明           | 三宅政弘                     |
| 黛敏郎個展-涅槃交響曲へ至る道                | 水戸博之                     | 三宅政弘                     |
| 絃楽オーケストラで聴く日本の巨匠             | 水戸博之                     | 三宅政弘                     |
| 日本の弦楽オーケストラ傑作集 その過去と未来  | 水戸博之                     | 三宅政弘                     |
| 芥川也寸志生誕90年メモリアルコンサート       | 松井慶太                     | 三宅政弘                     |
| 芥川也寸志個展-絃楽オーケストラによる        | 水戸博之                     | 三宅政弘                     |
| チャージマン研！ライブシネマコンサートvol.1  | 髙橋奨                       | 迫田圭                       |
| チャージマン研！ライブシネマコンサートVol.２ | 髙橋奨                       | 迫田圭                       |
| 菊池俊輔音楽祭                               | 山﨑滋                       | 三宅政弘                     |
| 佐藤勝音楽祭                                 | 松井慶太                     | 三宅政弘                     |
| 渡辺岳夫音楽祭                               | 松井慶太                     | 三宅政弘                     |
| 小松左京音楽祭                               | 松井慶太                     | 三宅政弘                     |
| 冨田勲 映像音楽の世界                        | 藤岡幸夫                     | 三瀬俊吾                     |
| 鹿野草平／交響曲第1番《2020》                | 松井慶太                     | 三宅政弘                     |
| 怪猫狂想曲                                   | 鈴木智士                     | 柿沼麗子                     |

団員
| 指揮               | 水戸博之                                                                                             |
| コンサートマスター | 三宅政弘                                                                                             |
| ヴァイオリン       | 荒井智子、小形真奈美、柿沼麗子、迫田圭、加藤美菜子、田口雅人、知見寺武、内藤歌子、藤代優意、三瀬俊吾 |
| ヴィオラ           | 伊藤美香、髙橋奨、 星光、米納真妃子                                                                  |
| チェロ             | 任炅娥、竹本聖子                                                                                     |
| コントラバス       | 佐藤洋嗣                                                                                             |
| フルート           | 高本直、向井理絵                                                                                     |
| オーボエ           | 石塚陽子、平田暢                                                                                     |
| クラリネット       | 古川邦彦、宮前和美                                                                                   |
| ファゴット         | 宮部貴絵、秋山富義                                                                                   |
| ホルン             | 本田史由記                                                                                           |
| トロンボーン       | 山本靖之、鯖瀬真義                                                                                   |
| 打楽器             | 岩見玲奈、日比彩湖                                                                                   |
| ピアノ             | 藤井麻理                                                                                             |
| エレクトーン       | 竹蓋彩花                                                                                             |
| 音楽プロデューサー | 西耕一                                                                                               |

## 客演奏者
| ヴァイオリン | 小川理和子、駒崎りら、民谷香子、野村祥子、広川優香、和久空飛亜、小澤麻里、千原徳子、原田真帆、星野仁子、吉井友里 |
| ヴィオラ     | 扇慎也、神山和歌子                                                                                               |
| チェロ       | 朴純香、細井唯、布施公崇、松本恒瑛                                                                               |
| コントラバス | 志水祐亮 |